# 无宗派
无宗派（英語：Nonsectarian）是指不隶属于特定宗教团体或不受其限制的世俗组织和机构。

## 学术机构
北美的自称为无宗派的大学包括阿德尔菲大学、贝里亚学院、波士顿大学、布拉德利大学、布兰迪斯大学、密苏里州的哥伦比亚学院、加拿大蒙特利尔的康考迪亚大学、位于加拿大新斯科舍省哈利法克斯的达尔豪斯大学、丹尼森大学、杜克大学、伊隆大学、费尔雷狄金森大学、富兰克林与马歇尔学院、乔治·华盛顿大学、夏威夷太平洋大学、希尔斯代尔学院、霍夫斯特拉大学、霍华德大学、伊萨卡学院、长岛大学、国立大学、纽约大学、西北大学、俄亥俄卫斯理大学、普拉特学院、康涅狄格州的昆尼皮亚克大学、俄勒冈州的里德学院、华盛顿州的惠特曼学院、莱斯大学、里士满大学、雪城大学、杜兰大学、芝加哥大学、丹佛大学、南加州大学、范德比尔特大学、圣路易斯的华盛顿大学以及加利福尼亚的伍德伯里大学。

## 非学术机构
明确表明为无宗派的组织包括澳大利亚的顶点俱乐部、参与伦理文化运动的组织、国家犹太医学与研究中心以及费城的藏传佛教中心。在北爱尔兰，无宗派指的是那些不认同共和派或统一派的团体，如北爱尔兰联盟党、北爱尔兰绿党、人民先于利润和北爱尔兰警察局。